# Église Saint-Nicolas de Greifswald
L'église Saint-Nicolas de Greifswald est une église protestante située dans la ville de Greifswald en Allemagne.
C'est la plus haute structure de la ville.

## Historique
La construction a commencé au Moyen Âge en 1250.
La tour a perdu son sommet deux fois dans son histoire, à chaque fois dans une violente tempête. La flèche a été démolie pour la première fois en 1515, puis une deuxième fois en 1650. Les travaux de reconstruction de l'église ont pris fin en 1653.

## Dimensions
Les dimensions de l'édifice sont les suivantes :

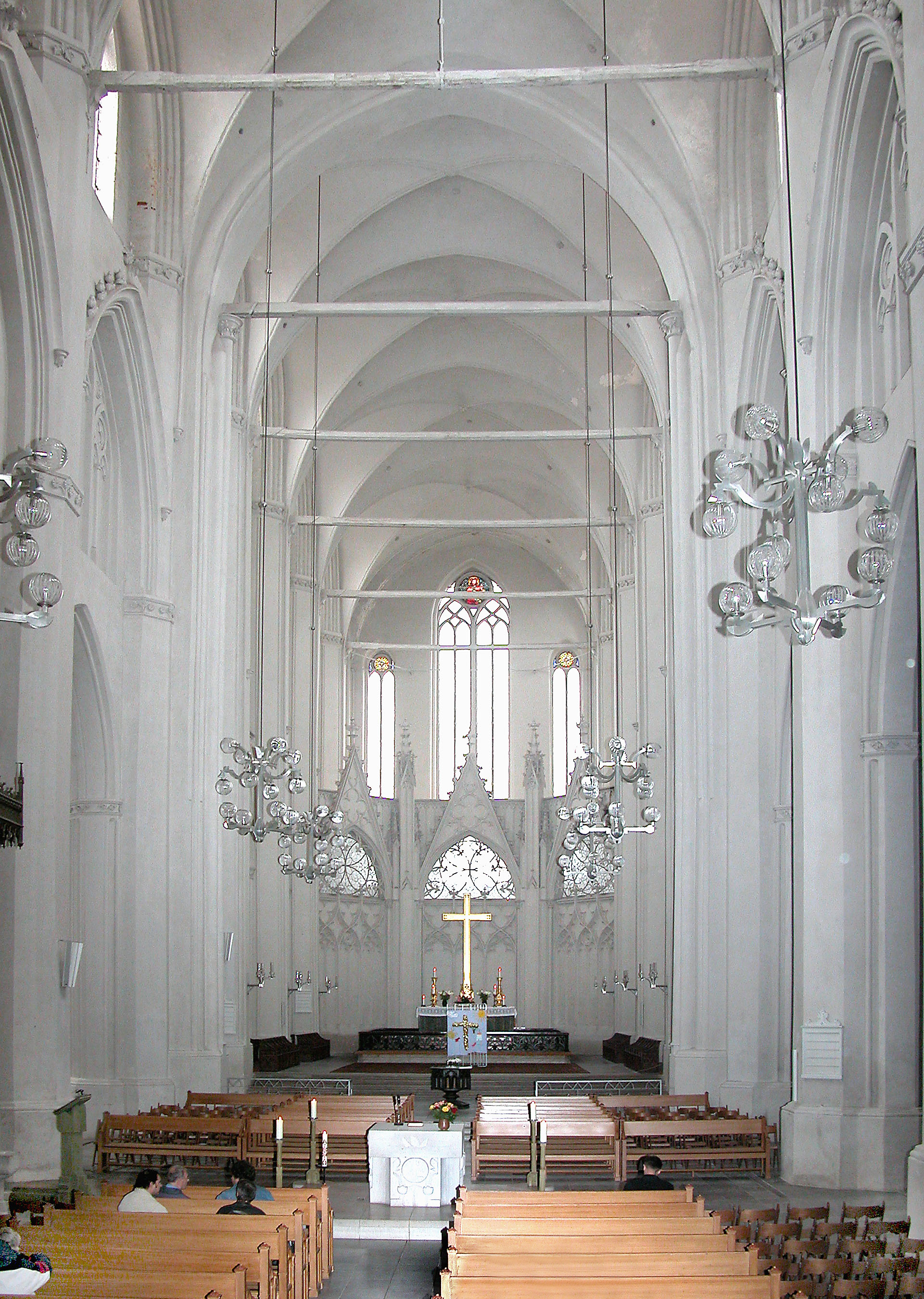
Intérieur de l'église

- Hauteur sous voûte : > 20 m [3]
- Longueur intérieure : 80 m
- Hauteur de la tour : 100 m [2]
- Largeur intérieure : 30 m